# 뤼순 감옥
뤼순감옥(중국어: 旅顺监狱) 또는 뤼순형무소는 중화인민공화국 랴오닝 성 뤼순 시 뤼순커우 구에 있었던 감옥이다. 한국어 발음으로 여순형무소, 여순감옥이라고도 한다.

## 역사
1902년 러시아가 동북3성에 항의하는 중국인들을 제압하기 위해 건축하였다. 러일전쟁 이후 일본이 뤼순을 점령하면서 중국, 한국, 러시아인들을 더 수감하기 위해 1907년까지 증축하였다.
1906~1936년동안 수감자는 11개국의 항일운동가 약 2만여 명에 달하였고 한국인, 중국인, 러시아인 등이 수감되었다. 한국인으로는 독립운동가 안중근, 신채호, 이회영, 박희광 등이 수감생활을 했었다.
뤼순감옥을 중국 정부는 '뤼순 일아(日俄)감옥 구지(舊地) 박물관'으로 명명하여, 항일운동의 주요 국가 문화재로 지정해 관리해왔지만 군사기밀 보호 등을 이유로 외국인의 방문을 불허해오다 2009년~2010년에 걸쳐 외국인에게 개방하였다.
2009년 중국 정부는 일본에 대응하는 대한민국정부와의 공조와 상호신뢰를 위해 전시실 우측에 600m2 규모의 '국제항일열사전시관'이라는 별도의 전시관을 만들었다. 이곳에는 안중근 의사의 흉상을 세우고 그의 항일운동 사료와 기사들을 정리한 전시물들을 전시하여 사실상 우리 독립운동가들의 전시관을 만들었다. 단재 신채호 선생과 우당 이회영 선생, 한인애국단에서 활동했던 유상근, 최흥식 선생 등 독립운동가들의 흉상과 사료들을 소개하는 총 4개의 소규모 전시실로 나뉘어 전시하고 있다.
- 1906~1939년 한국인, 중국인, 러시아아인 등 연간 2만여 명 규모 수용
- 1941년 한국인, 중국인 독립운동가 및 사상범 수용
- 1942~1945년 약 700명의 수감자가 처형 당함
- 1945년 8월 소련군 주둔(사용중지)
- 1971년 7월 박물관으로 복원 후 공개
- 1988년 중화인민공화국 국가 주요문화유물보호 시설로 지정
- 2009년 8월 하얼빈 의거 100주년 맞아 뤼순 감옥에서 숨진 항일 독립운동가들을 기리는 추모관과 전시관 개관[4] 외국인 에게 개방

## 건축물 및 규모
건축물은 최초 러시아 건축물의 외형을 일본이 증축하는 과정에서 큰대(大)자 형태로 증축하여 일본의 위상을 높이고자 한 것으로 추정된다. 2천여 명을 동시 수용할 수 있는 규모였으며 수색실, 동쪽 감방, 암방, 3개의 교수형장, 고문실이 있으며, 담장밖에는 노역을 할 수 있는 밭과 과수원, 벽돌공장 등 15개의 공장과 밭이 있었다.
뤼순 러일 감옥 옛터 박물관의 감방 면적은 차이가 크며, 주로 다음 두 가지로 나뉩니다.
- 일반 감방

면적: 각 방은 약 11-15제곱미터이며, 보통 7-8명이 수감되어 있고, 수용인원이 많은 때에는 약 15명에 달합니다.
배치: 교도소의 동, 중, 서쪽에 분포하며, 그 중 동부 감방은 3층 구조로 되어 있습니다. 
- 검은 감방

면적: 각 방은 1인실로 2.4제곱미터에 불과하고 창문이 없으며 감시용 관찰 구멍만 있습니다.
용도: 심각한 교도소 규칙 위반 또는 반항자를 구금하는 데 사용됩니다.
뤼순 감옥은 러시아에 의해 1902년에 설립되었으며, 이후 일본이 확장하여 담장 내부 면적은 약 2.6만 제곱미터이고, 담장 외부 면적은 22.6만 제곱미터로 확장되었습니다. 총 275개의 감방 및 공장, 교수형장 등의 시설이 설치되었습니다.

## 안중근 의사 유해 수색
안중근 의사 유해 수색
1909년 10월 26일 대한제국의 독립운동가 안중근 의사는 하얼빈에서 조선통감부 통감을 역임한 이토 히로부미를 암살하고 이듬해 3월 26일 이곳에서 사망했다. 당시 그는 조선의 국권이 회복된 뒤 조국에 운구하여 매장해 줄 것을 유언으로 남겼으나, 일제는 안중근의 묘지가 한국 독립운동의 기폭제가 될 것이라 생각해 그를 매장한 정확한 위치를 알려주지 않았고 이에 해방 후의 대한제국은 그의 가묘만을 만들었다.
이후의 한국정부는 여전히 안중근 의사의 시신을 찾기를 바랐기에 2006년 6월 공동조사를 진행했고 뤼순감옥 뒤편 근처 죄수 공동묘지에 유해가 묻혀있을 가능성이 더 높다고 추측했지만, 사안이 3국에 걸쳐 있고 규모가 너무 커 발굴작업을 실행하지 못했다. 또한 2008년 중국 랴오닝(遼寧)성 다롄(大連)의 뤼순(旅順)감옥 북쪽 야산 어딘가에 안중근 의사의 유해를 묻었다는 일제 당시 간수들의 증언에 따라 발굴을 진행했지만 유해뿐 아니라 매장 위치마저 찾지 못하는 등 묘지에 관한 엄밀한 증거가 부족해 발굴이 어려웠다. 안태근 회장은 정부가 발굴을 벌였던 지점과는 반대 방향인 감옥에서 동쪽으로 500여m 떨어진 뤼순감옥 구지 묘지(旅順監獄舊址墓地)에 안중근 의사의 유해가 묻혀 있을수도 있다고 주장했지만 현장에는 이미 아파트가 들어서 있기에 유해 발굴이 어려운 전망을 보였다. 가장 가능성 높은 발굴 위치를 수색하지 못함으로 인해 안중근 의사의 유해 발굴은 여전히 속히 진행되고 있지 않다.

## 수감되었던 한국의 독립운동가
뤼순감옥에서 순국한 한국의 독립운동가는 안중근, 신채호 등이 있고, 최장기 수감자로는 박희광으로 20년을 복역한 후 출소하였다.
- 안중근 : 1910~1910년 3월26일 이토 히로부미 저격으로 사형을 선고받고 감옥에서 순국(사형)
- 신채호 : 1928~1936, 감옥에서 옥사
- 박희광 : 1924~1943, 무기징역 복역중 일본천황(裕仁) 즉위와 황태자 출생 등 두차례 감형으로 최장기(18년) 복역 후 출소
- 이회영 : 1932~1932, 고문으로 인한 옥사설과 교수형설이 있음
- 황덕환 : 1928~1929, 감옥에서 일본인간수를 살해하여 교수형으로 순국
- 최흥식 : 일제 고위관료 암살 시도후 체포 수감중 사형을 당했다고 알려졌다 (순국날 미상)
- 유상근(류상근): ,일제 고위관료 암살 시도후 감옥에서 13년동안 옥고를 치르다 광복을 하루앞두고 감옥에서 옥사.
- 손기업:1933~1943,
- 박민항: 일본경찰에게 체포후 옥고를 치르다 1933년 사망
- 우덕순 : 1910~1915, 안중근과 함께 이토 히로부미 저격에 참가
- 조도선 :1910 ~1911, 안중근과 함께 이토 히로부미 저격에 참가
- 유동하: 1910~1911, 안중근과 함께 이토 히로부미 저격에 참가
- 김광추 : 수감년도 미상
- 김병현(金炳賢) : 1926년 7월21일 감옥에서 순국(사형)

## 같이 보기
- 서대문형무소
- 마포형무소
- 서울구치소

## 참고자료
- 뤼순감옥 공식 홈페이지
- 안중근의사 기념사업회 홈페이지
- 박희광의사 기념사업회 홈페이지
- 두산백과 뤼순형무소[깨진 링크(과거 내용 찾기)]
- 여순순국선열기념재단
- 국정교과서/ 여순감옥